# دانشگاه بریج
دانشگاه بریج (به لاتین: The Bridge University) یک دانشگاه در سودان جنوبی است که در جوبا واقع شده‌است.